# 교향곡 43번 (하이든)
교향곡 43번 내림마장조 Hob.l:43 ‘머큐리’는 요제프 하이든이 작곡한 교향곡이다.

## 개요
소위 ‘슈트름 운트 드랑크’ 시기의 작품은 작곡가법 면에서 조성의 선택 범위의 확대, 작품규모의 확대, 형식, 리듬, 화성, 강약 자유로움의 확대, 대위법의 다용 등 이전의 하이든에게는 볼 수 없었던 다양한 방향의 새로운 경향이 나타났다. 그 배경에는 악장이 된 1766년 이후, 하이든이 이전 악장인 베르너의 뒤를 이어 종교곡을 담당하고 또 니콜라우스 후작이 좋아했던 오페라에 깊이 관혀하게 된 것을 들 수 있다. 한편 이 〈머큐리(수성)〉는 대규모의 화려한 교향곡과는 달리 하이든의 현악4중주와 같은 실내악적인 긴밀하고 친밀한 음향을 들을 수 있다. 그리고 형식적인 면에서 보면 1악장에 흥미로운 점이 있는데 다음과 같다. 제시부의 각 요소(제1주제, 경과부, 제2주제, 코데타)에는 명확한 윤곽이 없고 또 발전부에서는 2번에 걸쳐 주장이 강하게 암시되고 있다. 여기에서 하이든은 2가지 주제를 중심으로 하는 것이 아니라 대위법이나 불안정한 악절 구조, 화성적인 에너지 등을 종합한 독자적인 악장 구조의 원리를 모색하는 듯하다. 4악장에서는 약간 이상하고 신경질적인 하이든을 엿볼 수 있다. ‘머큐리’라는 부제는 작곡가가 붙인 것이 아니라 19세기 이후 붙여진 것으로, 그 유래는 확실하지 않다.

## 편성
오보에2, 호른2, 현5부

## 연주시간
- 약 21분

## 구성

### 제1악장 Allegro
내림마장조 3/4박자. 소나타 형식. 제시부-장대한 제1주제는 투티의 강한 연주에 이어 제1바이올린이 p로 진행한다. 약간 정체된 느낌의 제1주제와는 달리 경과부 이후에는 제시부의 마지막 부분까지 빠른 약동감을 누낄 수 있다. 경과부는 하행하는 바이올린의 16분음표로 갑자기 시작되며, 5도 위에 Bb장조가 되면 저음현의 펼침화음을 반주로 바이올린 제동을 부리는 듯한 하행동기를 연주하고 관악기가 이에 응답하는 주제를 연주한다. 짧은 구절을 삽입해 제1주제의 전반에서 유래된 부분이 등장하지만 곧이어 바이올린을 중심으로 약동감 있는 상행 구절러 변화한다. 이후 싱커페이션의 제1바이올린, 다른 현악기의 펼침화음 반주 위로 새로운 주제(제 2주제)를 연주하고 제1바이올린이 이것을 계승하는 짧은 코데타가 이어진다. 발전부에서는 현악기에 의해 우선 제1주제의 첫머리가 불안정한 조성으로, 대위법적으로 전개된다. 다단조로 안정되는가 하면 약간 강인한 조바꿈으로 으뜸조가 되어 하이든의 이른바 ‘속임의 재현’이라고 해도 좋을 듯한 제1주제 첫머리가 재현된다. 계속해서 경과부의 전반이 전개되는데 처음에는 계속해서 으뜸조로, 이후 다단조로 조바꿈되고 다시 으뜸조가 강하게 나타나면서 제2주제의 동기가 시작된다. 그 전개와 함께 조성적으로 불안정감이 높아져 강한 긴장이 나타나면서 재현부로 들어가낟. 재현부에서는 제1주제 다음에 즉시 경과부인 악보의 주제가 재현되고 이후에는 거의 일반적인 형태로 진행된다. 

### 제2악장 Adagio
내림가장조 2/4박자. 소나타 형식. 제시부의 제1주제는 약음기를 붙인 제1바이올린이 담당하낟. 관악기는 사용되지 않고 다른 현악기로 유지된다. 이 주제에 나타나는 3도의 동음반복의 음 형태는 이 악장에서 자주 중요한 역할을 담당하게 된다. 경과부에 들어 가면 바단조에서 이 악장의 딸림조인 내림마장조로 조바꿈되고, 몇 가지 동기를 거지면서 각 성부가 대위법적으로 사용되는 제2주제로 이어진다. 이후 코데타가 계속된다. 발전부는 내림나단조로 제1주제가 전개되고 바단조로 조바꿈된다. 이후 경과부를 거쳐 재현부에 이른다. 재현부는(1악장과 마찬가지로) 경과부의 첫머리 동기가 생략되는 것 외에는 거의 일반적인 형태로 진행된다.

### 제3악장 Menuet
내림마장조 3/4박자. 복합3부 형식. 대위법의 처리가 돋보이는 미뉴에트는 랜던에 의하면, 오스트리아 무곡에 담겨 있는 건강한 성격을 지녔다. 보다 호모포닉한 트리오에는 오스트리아 전원의 건간한 이미지가 있다.(R.랜던). 트리오는 우선 다단조로 시작해 내림나장조로 조성이 볼안정해지고, 마지막에는 으뜸조롤 준비하는 조 구성을 갖는다.

### 제4악장 Finale,Allegro
내림마장조 2/2박자. 소나타 형식. 재시부는 매우 색다른 흐름을 가지고 있다. 제1주제는 박절감(拍節感)이 약하고 명료하지 않은 약절 구조를 가진 것이 틍징이다. 약간 극단적인 강약법과 함께 그 확보가 시작되면 갑자기 튀어오르는 듯한 음 형태의 반복진행이 시작되고 내림나장조로 조바꿈된다. 이후 경과부를 지나 나뭇잎들이 팔랑거리는 듯한 동기가 현악기호 표현되면 곧 제2주제부가 시작된다. 여기서부터 코데타까지는 음악의 추진력이나 화성에 이상한 흐름이 감돈다. 발전부는 내림나장조의 제1주제의 전개로 시작되며, 다단조로 진행되는 경과부 동기의 반복진행, 제2주제 첫머리 부분의 전개를 거쳐 재현부로 들어간다. 재현부는 거의 일반적인 형태로 진행된다.

## 참고 문헌
- 《작곡가별 명곡해설 라이브러리》 14권 '하이든' 〈음악지우사〉 (音樂世界)